# Beresford (Nouveau-Brunswick)
Pour les articles homonymes, voir Beresford.
Beresford est une ancienne ville du Nouveau-Brunswick, au Canada. Elle fait partie de la ville de Belle-Baie depuis la réforme de la gouvernance locale du 1er janvier 2023. La ville comptait 4 288 habitants en 2016.

## Toponyme

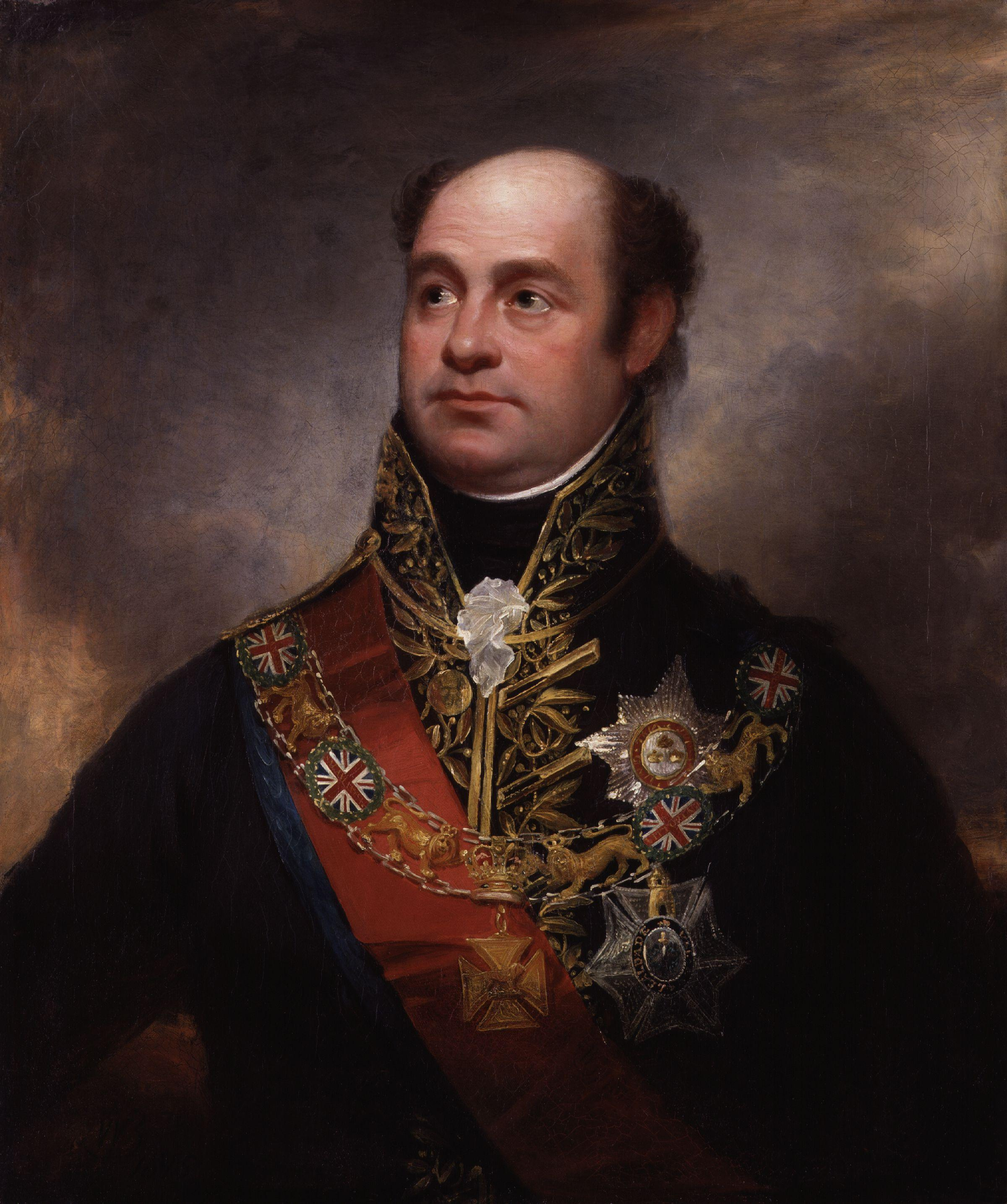
William Carr Beresford.

La ville est nommée ainsi d'après la paroisse de Beresford, elle-même nommée en l'honneur de William Carr Beresford, vicomte de Beresford (1768-1854), général et homme politique britannique.

## Géographie

### Géographie physique

#### Situation
Beresford est situé au bord de la baie des Chaleurs, directement au nord de la cité de Bathurst et à près de 15 kilomètres du centre-ville.
Le territoire est relativement plat mais s'élève graduellement vers l'ouest car la ville est situé au pied des Appalaches. Le point le plus haut est situé à une quarantaine de mètres au-dessus du niveau de la mer, au nord-ouest de la ville. Le rivage consiste en une longue dune. À l'arrière de la dune se trouve une lagune. Plusieurs cours d'eau se déversent dans cette lagune et possèdent de larges embouchures malgré leur faible débit. Les principaux sont, du nord au sud, la rivière Millstream, le ruisseau Grants, le ruisseau Haché et la rivière à Pierrot (Peters). Un goulet sépare la dune en deux parties, la plage de Beresford au nord et la plage Youghall au sud. Il y a une île au nord de la lagune. Les berges de la rivière Millstream sont abruptes par endroits.
Beresford possède un territoire presque rectangulaire, bordé par la baie à l'est puis par Bathurst au sud, par Dunlop à l'ouest et par Nigadoo au nord. Il y a aussi une exclave inhabitée de la paroisse de Beresford située le long de la route 11 au sud-ouest de la ville.
Beresford est généralement considérée comme faisant partie de l'Acadie.

### Géographie humaine

#### Transport
La rue principale est la route 134, qui relie la ville à Bathurst puis Allardville au sud ainsi qu'à Dalhousie puis Campbellton à l'ouest. La route 11 passe à l'ouest de la ville et permet de se rendre plus rapidement à Campbellton ainsi que dans la Péninsule acadienne à l'est. La rue Acadie et le chemin Morrison constituent des accès secondaires à partir de Dunlop.
Beresford est desservi par les autobus interurbains. La voie principale du Chemin de fer de la côte est du Nouveau-Brunswick passe par Beresford. La ville ne possède pas de gare mais il est possible de prendre le train de Via Rail Canada vers Halifax ou Montréal à partir de Bathurst ou de Petit-Rocher. Bathurst bénéficie aussi de l'aéroport de Bathurst.

#### Quartiers
La ville compte plusieurs quartiers. Beresford à proprement parler est situé au nord, entre le ruisseau Haché et Nigadoo. Ce quartier s'étend principalement le long de la rue Principale (route 134) et comprend la majorité des résidences, commerces et services. Il y a par contre quelques rues transversales et le secteur le plus dense est situé entre le ruisseau Haché et la rivière Millstream. Rivière-à-Pierrot (Peters River) est situé au sud de Beresford et longe la rue Principale bien qu'il y ait aussi plusieurs rues résidentielles à l'est. Il y a un hameau à l'ouest de la ville, le long de la rue Acadie est de quelques autres rues. Finalement, il y a des chalets le long des plages Youghall et Beresford.

#### Logement
La ville comptait 1 965 logements privés en 2006, dont 1755 occupés par des résidents habituels. Parmi ces logements, 67,0 % sont individuels, 2,0 % sont jumelés, 4,6 % sont en rangée, 11,4 % sont des appartements ou duplex et 6,0 % sont des immeubles de moins de cinq étages. De plus, 8,8 % des logements entrent dans la catégorie autres, tels que des maisons mobiles. 75,2 % des logements occupés le sont par le propriétaire et 24,8 % sont loués. 64,7 % ont été construits avant 1986 et 8,3 % ont besoin de réparations majeures. Les logements comptent en moyenne 6,5 pièces et ont une valeur moyenne de 92 631 $, comparativement à 119 549 $ pour la province.

## Histoire
Beresford est situé dans le territoire historique des Micmacs, plus précisément dans le district de Gespegeoag, qui comprend le littoral de la baie des Chaleurs. Ce territoire était revendiqué d'abord par les Iroquois et ensuite seulement par les Mohawks.
La seigneurie de Népisiguit est concédée en 19 mars 1691 au Sieur Jean Gobin, un marchand de Québec; elle avait un territoire long de 12 lieues et profond de 10 lieues, à partir du littoral de la baie et probablement centré sur la rivière Népisiguit ce qui, selon William Francis Ganong, inclut le site de Beresford. Gobin donne la seigneurie à Richard Denys de Fronsac. La seigneurie, par l'héritage à sa femme, tombe aux mains de Rey-Gaillard, qui la possédait en 1753. Cooney parle d'une concession à un certain Enaud, qui est vraisemblablement Philippe Hesnault, seigneur de Pokemouche et peut-être agent de Gobin.
La ville est fondée en 1812. En 1825, Beresford est touché par les Grands feux de la Miramichi, qui dévastent entre 10 000 km2 et 20 000 km2 dans le centre et le nord-est de la province et tuent en tout plus de 280 personnes,. Plusieurs scieries sont toutefois construites à la fin du XIXe siècle et au début du XXe siècle.
La Caisse populaire de Beresford est fondée en 1937. Les Religieuses Notre-Dame-du-Sacré-Cœur s'installent en 1950.
Beresford est constitué en municipalité en 1967, obtenant le statut de village. L'école Carrefour-Étudiant est inaugurée en 1977. L'édifice municipal, comprenant aussi une bibliothèque, est inauguré en 1982,. Beresford devient finalement une ville le 1er juillet 1984.
Les Jeux d'hiver du Canada sont organisés à Bathurst et Dalhousie en 2003 mais certaines compétitions ont lieu à Beresford. Beresford accueille la XXVIe finale des Jeux de l'Acadie en 2005. En 2011, un incendie détruit un centre commercial employant 40 personnes.

## Chronologie municipale

Évolution territoriale de la paroisse de Beresford après 1966.

- 1814 : Érection de la paroisse de Beresford dans le comté de Northumberland.
- 1826 : Création du comté de Gloucester à partir de la paroisse de Beresford et de la paroisse de Saumarez.
- 1826 : Le comté de Restigouche, incluant les paroisses d'Addington et de Durham, est formé à partir de l'ouest de la paroisse de Beresford.
- 1837 : Une partie du territoire de la paroisse de Beresford est transféré à la paroisse de Durham.
- 1881 : les limites du comté sont modifiées et la paroisse s'en trouve agrandie.
- 1966 à nos jours : la municipalité du comté de Gloucester est dissoute et la paroisse de Beresford devient un district de services locaux. Une partie de la paroisse devient la ville de Beresford, les villages de Petit-Rocher, Nigadoo et Pointe-Verte et les DSL d'Alcida, de Dunlop, de Laplantede Madran, de Nicholas-Denys, de Petit-Rocher Nord, de Petit-Rocher Sud, de Robertville, de Saint-Laurent et de Tremblay[19],[20].

## Démographie
(juillet 2016).
La ville comptait 4 264 habitants en 2006, soit une baisse de 3,9 % en 5 ans,. Il y a en tout 1750 ménages dont 1375 familles. Les ménages comptent en moyenne 2,4 personnes tandis que les familles comptent en moyenne 2,7 personnes. Les ménages sont composés de couples avec enfants dans 29,4 % des cas, de couples sans enfants dans 36,0 % des cas et de personnes seules dans 19,7 % des cas alors que 15,1 % des ménages entrent dans la catégorie autres (familles monoparentales, colocataires, etc.). 68,4 % des familles comptent un couple marié, 17,8 % comptent un couple en union libre et 14,2 % sont monoparentales. Dans ces dernières, une femme est le parent dans 89,7 % des cas. L'âge médian est de 42,8 ans, comparativement à 41,5 ans pour la province. 84,4 % de la population est âgée de plus de 15 ans, comparativement à 83,8 % pour la province. Les femmes représentent 53,4 % de la population, comparativement à 51,3 % pour la province. Chez les plus de 15 ans, 30,9 % sont célibataires, 5,6 % sont mariés, 4,7 % sont séparés, 6,7 % sont divorcés et 6,1 % sont veufs. De plus, 13,9 % vivent en union libre.
| 1981  | 1986  | 1991  | 1996  | 2001  | 2006  | 2011  | 2016  |
| ----- | ----- | ----- | ----- | ----- | ----- | ----- | ----- |
| 3 652 | 3 851 | 4 367 | 4 720 | 4 439 | 4 264 | 4 351 | 4 288 |

Les autochtones représentent 0,7 % de la population et 1,1 % des habitants font partie d'une minorité visible. Les immigrants représentent 0,9 % de la population et 0,0 % des habitants sont des résidents permanents. 0,0 % des habitants ne sont pas citoyens canadiens et 97,1 % des habitants âgés de plus de 15 ans sont issus de familles établies au Canada depuis trois générations ou plus. En date du 16 mai 2006, 88,1 % des gens avaient la même adresse depuis au moins un an alors que 2,6 % habitaient auparavant ailleurs dans la même ville, que 8,3 % habitaient ailleurs dans la province, que 0,1 % habitaient ailleurs au pays et que 0,0 % habitaient ailleurs dans le monde. À la même date, 69,2 % des gens avaient la même adresse depuis au moins cinq ans alors que 12,7 % habitaient auparavant ailleurs dans la même ville, que 15,6 % habitaient ailleurs dans la province, que 2,3 % habitaient ailleurs au pays et que 0,0 % habitaient ailleurs dans le monde.
La langue maternelle est le français chez 84,9 % des habitants, l'anglais chez 13,3 % et les deux langues chez 0,7 % alors que 1,2 % sont allophones. Les deux langues officielles sont comprises par 72,6 % de la population alors que 21,7 % des habitants sont unilingues francophones, que 5,4 % sont unilingues anglophones et que 0,2 % ne connaissent ni l'anglais ni le français. Le français est parlé à la maison par 84,3 % des gens, l'anglais par 14,3 %, les deux langues officielles par 1,2 %, le français et une langue non officielle par 0,0 %, l'anglais et une langue non officielle par 0,0 % et une langue non officielle seule par moins de 0,1 %. Le français est utilisé au travail par 58,8 % des employés et l'anglais par 22,6 % alors que 18,7 % des employés utilisent les deux langues officielles, que 0,0 % utilisent le français et une langue non officielle, que 0,0 % utilisent l'anglais et une langue non officielle et que 0,0 % utilisent uniquement une langue non officielle.
Chez les plus de 15 ans, 33,2 % n'ont aucun certificat, diplôme ou grade, 18,5 % ont uniquement un diplôme d'études secondaires ou l'équivalent et 48,4 % détiennent aussi un certificat, un diplôme ou un grade post-secondaire; par comparaison, ces taux s'élèvent à 29,4 %, 26,0 % et 44,6 % au provincial. Parmi la même tranche d'âge, 11,8 % des gens possèdent un diplôme d'un programme d'un an au CCNB ou l'équivalent, 22,6 % détiennent un diplôme d'un programme de trois ans au CCNB ou l'équivalent, 3,4 % ont un diplôme ou un certificat universitaire inférieur au baccalauréat et 10,5 % ont un certificat, un diplôme ou un grade universitaire plus élevé. Parmi ces diplômés, 8,4 % sont formés en enseignement, 2,0 % en arts ou en communications, 2,9 % en sciences humaines, 5,2 % en sciences sociales ou en droit, 23,1 % en commerce, en gestion ou en administration, 0,9 % en sciences et technologies, 5,0 % en mathématiques ou en informatique, 23,8 % en architecture, en génie ou dans des domaines connexes, 1,2 % en agriculture, en ressources naturelles ou en conservation, 16,8 % en santé, parcs, récréation ou conditionnement physique, 9,9 % en services personnels, de protection ou de transport et 0,0 % dans d'autres domaines. Les diplômés post-secondaires ont terminé leurs études à l'extérieur du pays dans 1,7 % des cas.

## Économie

### Travail et revenu
Le recensement de 2006 de Statistique Canada fournit aussi des données sur l'économie. Chez les habitants âgés de plus de 15 ans, le taux d'activité était alors de 60,4 %, le taux d'emploi était de 57,0 % et le taux de chômage était de 5,3 %; à titre de comparaison, ceux de la province étaient respectivement de 63,7 %, 57,3 % et 10,0 %.
Chez les personnes âgées de 15 ans et plus, 2 430 ont déclaré des gains et 3 410 ont déclaré un revenu en 2005. 89,4 % avaient aussi déclaré des heures de travail non rémunérées. Le revenu médian s'élevait alors à 23 157 $ avant et à 20 624 $ après impôt, comparativement à la moyenne provinciale de 22 000 $ avant et 20 063 $ après impôt; les femmes gagnaient en moyenne 4 978 $ de moins que les hommes après impôt, soit 15 646 $. En moyenne, 72,5 % du revenu provenait de gains, 16,7 % de transferts gouvernementaux et 10,8 % d'autres sources. 9,2 % de toutes les personnes dans les ménages avaient un faible revenu après impôt, une proportion montant à 10,4 % pour les moins de 18 ans.
Parmi la population active occupée, 3,9 % des gens travaillaient à domicile, aucun ne travaillaient en dehors du pays, 6,9 % étaient sans lieu de travail fixe et 89,2 % avaient un lieu de travail fixe. Parmi les travailleurs ayant un lieu de travail fixe, 22,5 % travaillaient en ville, 68,7 % travaillaient ailleurs dans le comté, 6,6 % travaillaient dans un autre comté et 1,7 % travaillaient dans une autre province.

### Principaux secteurs
En 2006, on dénombrait 7,9 % des emplois dans l'agriculture, la pêche et les autres ressources, 4,2 % dans la construction, 5,8 % dans la fabrication, 2,8 % dans le commerce de gros, 14,4 % dans le commerce de détail, 5,6 % dans la finance et l'immobilier, 13,7 % dans la santé et les services sociaux, 5,6 % dans l'éducation, 14,0 % dans les services de commerce et 25,8 % dans les autres services.
Beresford est une ville essentiellement résidentielle. La présence d'une grande plage attire beaucoup de résidents saisonnier. L'activité économique de la région est dominée par l'exploitation forestière, les mines et les télécommunications. Un grand nombre d'emplois sont également disponibles dans la commerce de détail, les services publics ainsi que dans l'industrie manufacturière. L'activité économique est en fait concentrée principalement à Belledune et Bathurst.
Le principal employeur de Beresford est City Thermo Pane, un manufacturier de portes et fenêtres isolantes. L'entreprise comptait jusqu'à 250 employés mais 100 ont été mis à pied le 12 décembre 2008. Coastal Metals emploie 85 personnes.
Entreprise Chaleur, un organisme basé à Bathurst faisant partie du réseau Entreprise, a la responsabilité du développement économique de la région.

## Administration

### Conseil municipal
Le conseil municipal est formé d'un maire, de trois conseillers généraux et de deux conseillers de quartier. La ville est en effet divisée en trois quartiers à des fins administratives.
Le conseil municipal actuel est élu lors de l'élection quadriennale du 10 mai 2016.
| Mandat      | Fonctions            | Nom(s)                                                                          |
| ----------- | -------------------- | ------------------------------------------------------------------------------- |
| 2016 - 2020 | Maire                | Jean-Guy Grant                                                                  |
| 2016 - 2020 | Conseillers généraux | Edgar Aubé, Ann Bard-Lavigne, Brigitte Couturier, Ulric Degrâce, Bruno Poirier. |

Anciens conseils municipaux
Un conseil est formé à la suite de l'élection du 12 mai 2008; le maire et les deux conseillers de quartiers sont alors élus par acclamation. Le conseiller général Gilles A. Halley est quant à lui élu lors d'une élection partielle tenue le 9 mai 2011. Le conseil municipal précédent est élu lors de l'élection quadriennale du 14 mai 2012.
| Mandat      | Fonctions               | Nom(s)                                           |
| ----------- | ----------------------- | ------------------------------------------------ |
| 2012 - 2016 | Maire                   | Paul Losier                                      |
| 2012 - 2016 | Conseillers généraux    | Robert A. Degrâce, Ulric Degrâce, Bruno Poirier. |
| 2012 - 2016 | Conseillers de quartier |                                                  |
| 2012 - 2016 | Quartier A              | Gilles Halley                                    |
| 2012 - 2016 | Quartier B              | Jean-Guy Grant                                   |

| Mandat      | Fonctions               | Nom(s)                                         |
| ----------- | ----------------------- | ---------------------------------------------- |
| 2008 - 2012 | Maire                   | Raoul Charest                                  |
| 2008 - 2012 | Conseillers généraux    | Fred Albert, Mona Boudreau, Robert A. Degrâce. |
| 2008 - 2012 | Conseillers de quartier |                                                |
| 2008 - 2012 | Quartier A              | Paul Losier                                    |
| 2008 - 2012 | Quartier B              | Jean-Guy Grant                                 |

|  | Indépendant | 1969 - 19??     | Wilfred Foulem  |
|  | Indépendant | 1974 - 1977     | Cléo Morrison   |
|  | Indépendant | 1977 - 19??     | Donald Arseneau |
|  | Indépendant | 1983 - 1995     | Réal Boudreau   |
|  | Indépendant | 1995 - 2012     | Raoul Charest   |
|  | Indépendant | 2012 - en cours | Paul Losier     |

### Commission de services régionaux
Beresford fait partie de la Région 3, une commission de services régionaux (CSR) devant commencer officiellement ses activités le 1er janvier 2013. Beresford est représenté au conseil par son maire. Les services obligatoirement offerts par les CSR sont l'aménagement régional, la gestion des déchets solides, la planification des mesures d'urgence ainsi que la collaboration en matière de services de police, la planification et le partage des coûts des infrastructures régionales de sport, de loisirs et de culture; d'autres services pourraient s'ajouter à cette liste.

### Représentation
Beresford est membre de l'Association francophone des municipalités du Nouveau-Brunswick.
 Nouveau-Brunswick: Beresford fait partie de la circonscription de Nigadoo-Chaleur, qui est représentée à l'Assemblée législative du Nouveau-Brunswick par Roland Haché, du parti libéral. Il fut élu en 1999 et réélu depuis.
 Canada: Beresford fait partie de la circonscription d'Acadie-Bathurst. Cette circonscription est représentée à la Chambre des communes du Canada par Yvon Godin, du NPD. Il fut élu lors de l'élection de 1997 contre le député sortant Doug Young, en raison du mécontentement provoqué par une réforme du régime d’assurance-emploi.

## Vivre à Beresford

### Éducation
Le Carrefour étudiant accueille les élèves de la maternelle à la 8e année. C'est une école publique francophone faisant partie du sous-district 3 du district scolaire Francophone Nord-Est. Les élèves doivent poursuivre leurs études à Bathurst. La ville de Bathurst compte le CCNB-Bathurst et Shippagan possède un campus de l'Université de Moncton.
Les anglophones bénéficient des écoles de Bathurst. Les établissements d'enseignement supérieurs anglophones les plus proches sont à Fredericton ou Miramichi.
Beresford possède aussi une bibliothèque publique.

### Autres services publics
Beresford possède une caserne de pompiers, un bureau de poste, des institutions financières et des bureaux gouvernementaux; la population doit toutefois se rendre à Bathurst pour des services complémentaires.
La plage de Beresford est une plage d'eau salée non surveillée. Elle dispose de toilettes, de tables de pique-nique, d'un casse-croûte et d'une scène pour spectacles. Il y a aussi une tour d'observation, une promenade en bois et un sentier. C'est l'un des lieux les plus fréquentés de la région Chaleur et on y retrouve le plus grand marais salant de la région.
L'église Saint-Nom-de-Jésus est une église catholique romaine faisant partie du diocèse de Bathurst.
Beresford, comme plusieurs localités de la région Chaleur, achète ou partage plusieurs services. Depuis 1981, la ville met en commun ses services policiers avec les villages de Nigadoo, Petit-Rocher et Pointe-Verte, dans le cadre de la police régionale BNPP. Le détachement de la Gendarmerie royale du Canada le plus proche est quant à lui situé à Bathurst. Cette ville dispose de l'hôpital régional Chaleur et d'un poste d'Ambulance Nouveau-Brunswick. Le système de traitement des eaux usées est géré conjointement avec Nigadoo. La collecte des déchets et matières recyclables est effectuée par la Commission de gestion des déchets solides de Népisiguit-Chaleur.
Les francophones bénéficient du quotidien L'Acadie nouvelle, publié à Caraquet, ainsi qu'à l'hebdomadaire L'Étoile, de Dieppe. Ils ont aussi accès à l'hebdomadaire Hebdo Chaleur, publié à Bathurst. Les anglophones bénéficient des quotidiens Telegraph-Journal, publié à Saint-Jean ainsi que de l'hebdomadaire Northern Light, de Bathurst.

## Culture

### Personnalités
- Joseph Raymond Frenette (1935 - ), ancien premier ministre du Nouveau-Brunswick, né à Beresford;
- Louÿs Pitre, musicien et lauréat du gala de la chanson de Caraquet de 1977; natif et résidant de Beresford;
- Colette et Denise, groupe de musique country folk, notamment connues pour leurs apparitions  à la plage de Beresford et dans les bistros et bars locaux.

### Langue
Selon la Loi sur les langues officielles, Beresford est officiellement francophone puisque moins de 20 % de la population parle l'anglais.